# 노랑통닭
노랑통닭은 대한민국의 치킨 프랜차이즈 브랜드이다. 주식회사 노랑푸드가 운영하고 있다. 2009년 4월 첫 매장이 문을 열었으며 미국과 베트남에 해외 매장을 두고 있다.

## 조리
튀김 시 가마솥을 이용한 조리법을 사용하며 콩기름과 현미유가 섞인 식물성 기름을 이용해 조리한다. 공식 홈페이지에 따르면 해당 기름은 올리브 잎에서 추출한 성분을 함유한다. 노랑통닭의 파우더는 커리가루와 옥수수 전분으로 만들어진다.
종이봉투 포장을 고수하고 있다.

## 캠페인
한강공원에서 비닐 소재의 돗자리 사용량을 감소시킬 수 있는 '착한 돗자리' 캠페인으로 ‘제 27회 올해의 광고상’에서 대상을 받았다.

## 매각
2024년 사모펀드 운용사인 큐캐피탈파트너스와 코스톤아시아가 노랑통닭 매각에 착수하였다.

## 같이 보기
- 닭튀김